# Spirobranchus maldivensis
Spirobranchus maldivensis är en ringmaskart som beskrevs av Pixell 1913. Spirobranchus maldivensis ingår i släktet Spirobranchus och familjen Serpulidae. Inga underarter finns listade i Catalogue of Life.